# KAE VT 1 und 2
Die Triebwagen VT 1 und 2 der Kreis Altenaer Eisenbahn (KAE) wurden 1955 für die von Lüdenscheid ausgehenden Strecken der KAE von der Waggonfabrik Talbot gebaut. Werksseitig trugen sie die Typbezeichnung Eifel II, da sie eine Weiterentwicklung der einmotorigen Triebwagen Typ Eifel waren. Nach Stilllegung der KAE wurden beide Fahrzeuge verkauft: Der VT 1 wurde Inselbahn Langeoog VT 1, der VT 2 Inselbahn Juist T 4. Letzterer kam nach der Stilllegung der Juister Inselbahn ebenfalls nach Langeoog als VT 4. 1995 wurden beide Triebwagen von den Harzer Schmalspurbahnen gekauft und sie werden seither als 187 011 und 013 eingesetzt. Dazu wurden beide Fahrzeuge vom DB-Werk Halberstadt umgebaut und den Bedingungen im Harz angepasst. Unter anderem wurden die Mitteleinstiege geschlossen, die Klappfalttüren durch Schwenktüren ersetzt und auch auf der zweiten Seite Türen eingebaut. Im Übrigen besitzen beide Triebwagen nach einem Umbau nur noch eine Motoranlage (aus der Achsformel B’B’ wurde B’2’). 2002 erfolgte eine Anpassung an die Straßenbahn-Bau- und Betriebsordnung (BOStrab), indem Blinker und Bremsleuchten eingebaut wurden.

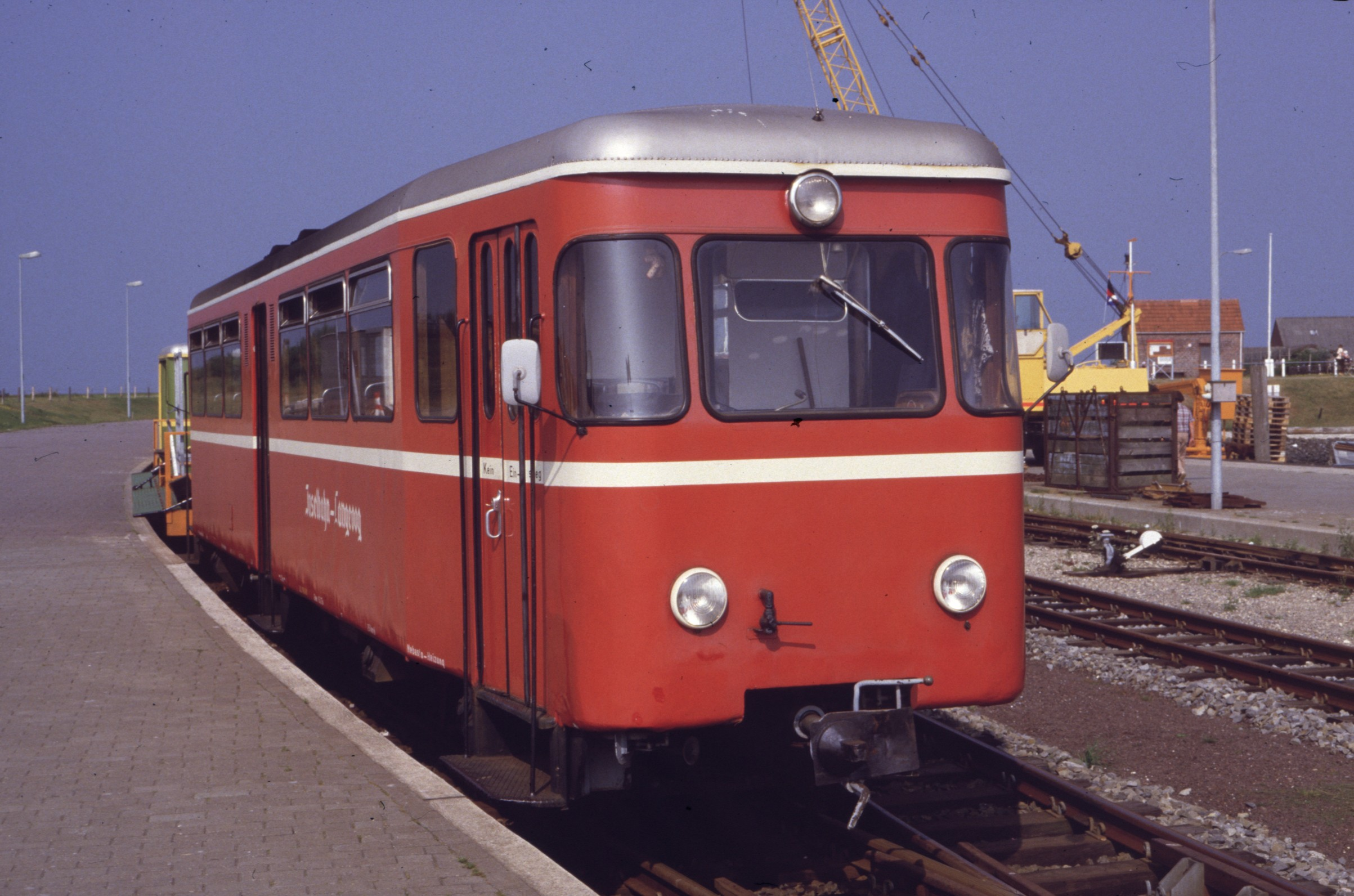
VT 1 am Anleger Langeoog (1984)

Auf Grund ihres vorherigen Einsatzgebiets erhielten die Triebwagen im Harz den Spitznamen Fischstäbchen. Nach Erscheinen der Neubautriebwagen 187 016 bis 019 werden sie etwas seltener eingesetzt und kommen dann meist auf der Selketalbahn zum Einsatz.
2012–2014 wurden die beiden Triebwagen bei den Fahrzeugwerken Miraustraße umfangreich überholt. Dabei erhielten sie ein Voith-Strömungsgetriebe T211r3 mit Wandler und Kupplung sowie einen Dieselmotor MAN D0836 mit 206 kW (280 PS).